# Kasteel Chotyn
Kasteel Chotyn (Oekraïens: Хотинська фортеця) is een kasteel gelegen aan de rivier Dnjestr in Chotyn in de oblast Tsjernivtsi in het zuidwesten van Oekraïne. Het lag in het verleden in het noorden van Boekovina, een Roemeense regio die in 1940 werd bezet door de Sovjet-Unie na het Molotov-Ribbentrop-pact. Het kasteel bevindt zich ook dicht bij enkele andere Oekraïense kastelen zoals het oude Kamianets-kasteel van Kamianets-Podilskyi. 
De bouw van het huidige stenen kasteel begon in 1375. In de jaren 1380 en 1460 werden belangrijke verbeteringen aangebracht onder de Moldavische prinsen Alexander de Goede en Stefanus de Grote.